# Zoran Mikulić
Zoran Mikulić (Travnik, 24 de outubro de 1965) é um ex-handebolista profissional croata, campeão olímpico.
Zoran Mikulić fez parte do elenco medalha de ouro de Atlanta 1996, com cinco partidas e 9 gols.